# Maria Anna von Anhalt-Dessau

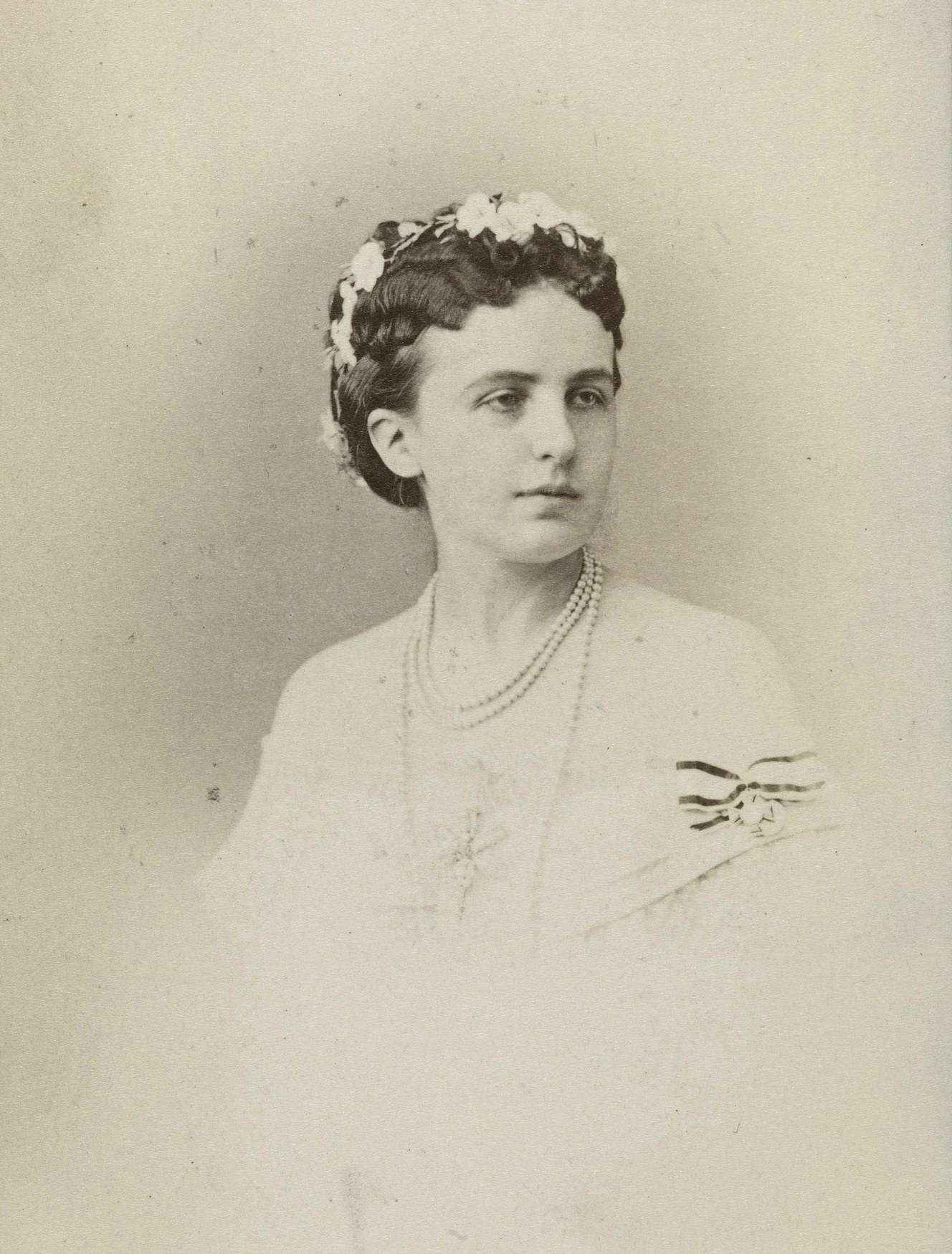
Maria Anna Prinzessin von Preußen, Prinzessin von Anhalt-Dessau

Maria Anna Prinzessin von Anhalt-Dessau (* 14. September 1837 in Dessau; † 12. Mai 1906 in Friedrichroda) aus dem Hause der Askanier war das vierte Kind von Herzog Leopold Friedrich von Anhalt-Dessau und Prinzessin Friederike von Preußen.

## Leben
Maria Anna heiratete am 29. November 1854 den späteren Generalfeldmarschall Prinz Friedrich Karl Nikolaus von Preußen und wurde seitdem auch Prinzessin Friedrich Karl von Preußen genannt. Ihre gemeinsamen Kinder waren:
- Marie (1855–1888) ⚭ Prinz Heinrich von Oranien-Nassau (1820–1879)
- Elisabeth Anna (1857–1895) ⚭ Erbgroßherzog Friedrich August von Oldenburg (1852–1931)
- Luise Margareta (1860–1917) ⚭ Arthur, 1. Duke of Connaught and Strathearn (1850–1942)
- Friedrich Leopold (1865–1931) ⚭ Prinzessin Louise Sophie von Schleswig-Holstein-Sonderburg-Augustenburg (1866–1952)[2]

Nach dem Tod ihres Mannes wurde das Palais Leipziger Platz 10 in Berlin 1890 nach Plänen des Architekten Albert Geyer für sie umgebaut. Dort wohnte sie bis zu ihrem Tod.
Prinzessin Maria Anna fand ihre letzte Ruhestätte neben ihrem Ehemann Prinz Friedrich Karl und ihren Schwiegereltern, dem Prinzen Carl von Preußen und seiner Ehefrau Marie, Prinzessin von Sachsen-Weimar-Eisenach in der Gruft unter der Kirche St. Peter und Paul in Berlin-Wannsee.